# Juhász Előd
Juhász Előd (Budapest, 1938. május 4. –) magyar zenetörténész, tévés és rádiós műsorvezető, szakíró, a hazai zenei ismeretterjesztés közismert alakja.

## Élete
Szülei az 1920-as években költöztek a Partiumból Budapestre. Mindketten szerették a zenét, apja a mérnöki hivatás mellett hegedült is, anyai nagybátyja Németh Amadé karmester, zeneszerző volt. Anyai nagyapja tanár létére, kedvtelésből magyarnótákat írt. Megalapította a Budai Katolikus Kört, a Budai Vigadóban. Középiskolai tanulmányait 1956-ban fejezte be a Toldy Ferenc Gimnáziumban, ahol osztálytársa volt többek között Szabó István Oscar-díjas filmrendező. Tanulmányai közben egy zeneiskolában tanult zongorázni, az érettségi után pedig – mindhárom lehetőséget kihasználva – felvételizett a Zeneakadémia karmester-, illetve zenetörténész és a Marx Károly Közgazdaságtudományi Egyetem külkereskedelmi szakára is. Mindkét helyre felvették, de végül a Zeneakadémiát választotta. A Zenetudományi tanszéket röviddel azelőtt hozta létre Kodály Zoltán és Szabolcsi Bence, de mesterei között tudhatta még Bartha Dénest és Bárdos Lajost is. Tanulmányai alatt kórusoknál, kisegyütteseknél, népi zenekaroknál volt korrepetitor, de már a Magyar Rádiónál is kapott kisebb megbízásokat. Zeneakadémiai tanulmányait 1961-ben kitüntetéssel fejezte be, szakdolgozatának témája Bartók Béla A kékszakállú herceg vára című operája volt, emellett elvégezte az ELTE BTK zeneesztétika szakát is, itt doktorált. Doktori disszertációját a zenei esztétikum és a hétköznapi tudat áthidalási lehetőségei témájában írta, a Trisztán és Izolda, illetve A kékszakállú herceg vára című operákon keresztül.
1962-től a Zeneműkiadó szerkesztő-gyakornoka volt, de a Magyar Rádiónak is dolgozott. 1963-ban végleges állást kapott a Rádiónál, és már az első évében meginterjúvolhatta a Budapestre érkező Igor Sztravinszkijt. Műsorvezetője volt a Hétvégi panoráma, a Kettőtől ötig és a Muzsikáról – fiataloknak című műsorsorozatoknak, de a legemlékezetesebb és egyben legtovább, 25 évig futó, a Csiba Lajossal közösen készített Zeneközelben volt. Utóbbi vegyes tematikájú műsor volt, amiben a komolyzene mellett a népzene, a dzsessz és a rock is helyet kapott. Közben írt is; első könyve az 1964-ben megjelent, Gershwin című kötet volt, emellett pedig zenei ismeretterjesztő előadásokat is tartott, fiataloknak.
1966-ban egy Ford-ösztöndíjjal és Kodály tanácsaival felvértezve, egyéves amerikai tanulmányúton vett részt. Itt tanulmányozta az amerikai zenei életet, a zenei iskolákat, a zenei kísérleteket – például az elektronikus zenét – és a zenei fesztiválokat. Egyetlen hátránya volt a tanulmányútnak, hogy később kapcsolatba hozták a III/III-as belső elhárítási tevékenységgel. A rendszerváltás után, több más közszereplőhöz hasonlóan, vele kapcsolatban is felmerült az ügynökmúlt, miszerint Jávor Endre fedőnéven jelentett. Erről ő a következőt nyilatkozta: „Már a hatvanas évektől sokat utaztam, Nyugatra is…, s abban az időben mindenki, aki valahová hivatalosan kiutazott, beszámolási kötelezettséggel bírt a Belügyminisztérium felé. A rádióból már közismert volt a nevem, ezért címkéztek Jávorrá. Tehát nekem is be kellett számolnom az utak végén arról, hogy kikkel, mely zenészekkel találkoztam… Arra viszont szerencsére egyáltalán nem kértek meg, hogy családomról, barátaimról, kollégáimról bármit is jelentsek, mert erre kifejezetten alkalmatlan lettem volna.”
1981-ben, Czigány György hívására átment a Rádióból a Magyar Televízióba, ahol – több más mellett – a Zenebutik volt rendkívül népszerű műsora. Ez is több műfajú műsor volt, a komolyzenei témák mellett bemutatták a legfrissebb nyugati pop-rock-videóklipeket, de irodalmi, képzőművészeti részek is szerepet kaptak. Az élőben sugárzott, változatos helyszínekről (még külföldről is) jelentkező műsorsorozat húsz év alatt 266 adást ért meg. A műsor és a Magyar Televízióbeli pályafutása 2002-ben, nyugdíjazásával szűnt meg. A Zenebutikot – ZENE-kaleidoszkóp – Zenész-BUTIK néven – átvitte a Satelit TV-hez, de az nem sokkal később, 20 adást követően tönkrement. Ezután, 2002–2003-ban a Hír TV-nél vezette a Zenehíd, illetve az Operapáholy című műsorokat. 2005-től 2009-ig a Szépművészeti Múzeumban Múzeum+ néven, hetente egyszer jelentkező zenei programot vezette, és létrehozta a Szépművészeti Kórust. 2011 óta a Magyar Katolikus Rádióban Csiba Lajossal párban készíti a Zeneközelben című műsorsorozatot. 2016-ban ugyanott indította útjára a szintén hetente jelentkező Házimuzsika a Délibáb utcában című sorozatát. Rendszeresen tart zenei ismeretterjesztő előadásokat.
Folyamatosan írja és jelenteti meg könyveit. 1990-ben Kaposi Kis Istvánnal együtt jegyezték le Würtzler Arisztid hárfás memoárját, mely a New York Harp Ensemble kamaraegyüttes történetéről is szól. A 2017-ben megjelent könyvében a Kocsis Zoltánnal készített utolsó interjúit tette közzé.

## Könyvei, írásai
- George Gershwin; Gondolat, Budapest, 1964 (Kis zenei könyvtár)
- Amerikai variációk. Honolulutól Montreálig; Zeneműkiadó, Budapest, 1969
- Gershwin: Porgy és Bess. Magyar Állami Operaház, Budapest, 1970
- Bernstein story. Zeneműkiadó Vállalat, 1972
- Leonard Bernstein: Hangversenyek fiataloknak (fordítás). Zeneműkiadó Vállalat, 1974
- Leonard Bernstein: A muzsika öröme (fordítás). Gondolat Kiadó, 1976
- Miért szép századunk operája? Társszerző: Tallián Tibor, Pándi Marianne, Kovács János. Gondolat, 1979
- Bernstein story; 3. bőv. kiad.; Zeneműkiadó, Budapest, 1983
- Bernstein és Budapest – Bernstein story II. Szabad Tér Kiadó, 1988
- Beszélő hárfa. Aristid von Würtzler Társszerző: Kaposi Kis István; IPV, Budapest, 1990
- A Zenebutik sztáralbuma. 100 világsztár, 100 adás, 100 helyszín; Lexikon Kft., Budapest, 1991
- Popközelben. „Könnyű” zenészek „komoly” tükörben. Beszélgetések hazai popművészekkel, 1-2.; International World Line, Budapest, 1992
- Találkozások, pillanatképek. Fókuszban: a zene; Láng, Budapest, 1993
- Popművészek természetközelben – Beszélgetések hazai popsztárokkal. Millers Kft., 1993
- Szuperkoncert szupersztárokkal. José Carreras, Placido Domingo, Diana Ross, Rost Andrea. Exkluzív beszélgetések; Önkormányzat, Veresegyház, 1996
- Villanófényben a Zenebutik. Két évtized, sztárok, "megállított" pillanatok; Rózsavölgyi, Budapest, 2001
- Amerikai zenehíd. Kairosz Könyvkiadó Kft., 2007
- Zenehíd – a világ felé... Európa, Ázsia, Afrika, Ausztrália, Óceánia; Kairosz, Budapest, 2008
- Zenehíd – Hazafelé. – Muzsikuslegendák, testvérmúzsák, emlékmozaikok. Kairosz Könyvkiadó Kft., 2009
- Volt egyszer egy Zenebutik… 30 év. Pillanatképek, gondolattöredékek; Kairosz, Budapest, 2010
- Kocsis Zoltán. Beszélgetéseink tükrében. 40 év interjúi; Nap, Budapest, 2011 (Álarcok)
- Kiskunhalastól a világhírig. Miklósa Erikával beszélget Juhász Előd; Kairosz, Budapest, 2011 (Magyarnak lenni)
- Kocsis Zoltán – Juhász Előd mikrofonja előtt. Nap Kiadó, 2011
- Opera-sziporka – Ókovács Szilveszterrel beszélget Juhász Előd. Kairosz Könyvkiadó Kft., 2013
- Zeneközelben – Beszélgetések egy rádióműsor muzsikus vendégeivel. Nap Kiadó, 2014
- Kóborló Farkas, a kék bolygó követe – Juhász Árpáddal beszélget Juhász Előd. Kairosz Könyvkiadó Kft., 2014
- A zene a Jóistennél van… – Vukán Györggyel beszélget Juhász Előd. Kairosz Könyvkiadó Kft., 2014
- Zeneközelben 2. – Beszélgetések egy rádióműsor nem muzsikus kiválóságaival. Nap Kiadó, 2015
- Zeneközelben 3. – Beszélgetések egy rádióműsor egyházi és világi kiválóságaival. Nap Kiadó, 2016
- Kocsis Zoltán. Utolsó beszélgetés, 2012–2016; Nap, Budapest, 2016 (Álarcok sorozat)
- Zeneközelben 4. – Beszélgetések egy rádióműsor jeles vendégeivel. Scolar Kft., 2017
- Kocsis Zoltán – Emlékmozaikok, képek, hangulatok, Scolar Kft., 2017
- Zeneközelben 4. Beszélgetések egy rádióműsor jeles vendégeivel; Scolar, Budapest, 2017
- Zeneközelben 5. Beszélgetések egy rádióműsor jeles vendégeivel; Scolar, Budapest, 2018
- Találkozásaim – zeneközelben, Nap Kiadó, 2018
- Élmények világszerte – zeneközelben; Nap Kiadó, 2019
- Emlékek zeneközelben; Kairosz, Budapest, 2020
- Zeneközelben 6. Beszélgetések egy rádióműsor jeles vendégeivel; Kairosz Könyvkiadó, 2020
- Zeneközelben 7. Beszélgetések egy rádióműsor jeles vendégeivel. Nap kiadó, 2021
- Emlékek zeneközelben 2; Kairosz, 2021
- Zeneközelben 8, Emlékezetes beszélgetések a Magyar Katolikus Rádióban, Nap Kiadó, 2022
- Lepkeszárnyon zeneközelben - Emlékek 3 (Kairosz Kiadó, 2023)
- Zeneközelben 9 - Beszélgetések egy rádióműsor jeles vendégeivel (Nap Kiadó, 2023)
- Gyémánt találkozások (Kairosz Kiadó, 2023)
- Zeneközelben 10 - Beszélgetések egy rádióműsor jeles vendégeivel (Kairosz Kiadó 2024)
- A kilencvenen túl… Hommege á Vásáry Tamás (Összeállította Juhász Előd. Nap Kiadó, 2024)
- Előkészületben: Műsor-kulisszák - Egy élet zeneközelben
- Fordítások: Leonard  Bernstein: Hangversenyek fiataloknak (Zeneműkiadó, 1974)
- Leonard Bernstein: A muzsika öröme  Gondolat Kiadó,1976
- Írások A hét zeneműve sorozatban, a Látóhatár, a Magyar Szemle, a Magyar Zene, a Múzsák, a Muzsika, a Kritika stb. folyóiratokban és különböző gyűjteményes kötetekben.